# Choquequirau
Choquequirao (formentlig fra Quechua chuqi metal, k'iraw vugge) er en inkaruin i det sydlige Peru, der i struktur og arkitektur minder om Machu Picchu.
Choquequirao ligger i en højde af 3.050m i bjergområdet Vilcabamba i Cuscoregionen.
Ruinen blev opdaget i 1710 af Juan Arias Díaz.